# Emiratische luchtmacht
De Emiratische luchtmacht en luchtverdediging is de luchtmacht van de Verenigde Arabische Emiraten. Deze oliestaat investeert veel in de luchtmacht en koopt moderne westerse vliegtuigen. De ruggengraat van de luchtmacht wordt sinds lang gevormd door Franse Mirages en recent ook de Amerikaanse F-16.

## Geschiedenis
De krijgsmacht van de VAE werd opgericht in 1951, toen het land nog onder Brits bestuur viel. In 1968 werd de luchttak van het leger opgericht, die met Britse Islanders begon te vliegen. Na de onafhankelijkheid in 1971 werd het leger de Defensiemacht van de VAE, die toen uit ongeveer 1600 man bestond. In 1972 werd de luchttak hernoemd tot Emiratische luchtmacht en op 6 januari 1974 werd het eerste luchtcommando gevormd. Deze dag wordt thans gevierd als Luchtmacht- en luchtverdedigingsdag. In 1974 werd ook de luchtverdedigingsgroep gevormd die met 22 mm-snelvuurkanonnen begon te opereren. Op 1 augustus 1980 werd de luchtverdedigingsschool opgericht. In juni 1987 werden de luchtmacht en luchtverdediging onder gezamenlijk bevel gebracht. Op 2 juni 1991 kreeg de opeiding de naam Luchtmacht- & luchtverdedigingsinstituut.
Na de oprichting begon de luchtmacht sterk uit te breiden. Pakistan leverde daarbij opleidingen, expertise en personeel. Ook vandaag de dag nog is veel van het personeel afkomstig van de Pakistaanse luchtmacht, al zijn de meeste officieren afkomstig uit de VAE zelf. Een aantal officieren is in dienst van de Pakistaanse luchtmacht. De meeste buitenlanders werken echter onder contract bij de Emiratische luchtmacht.

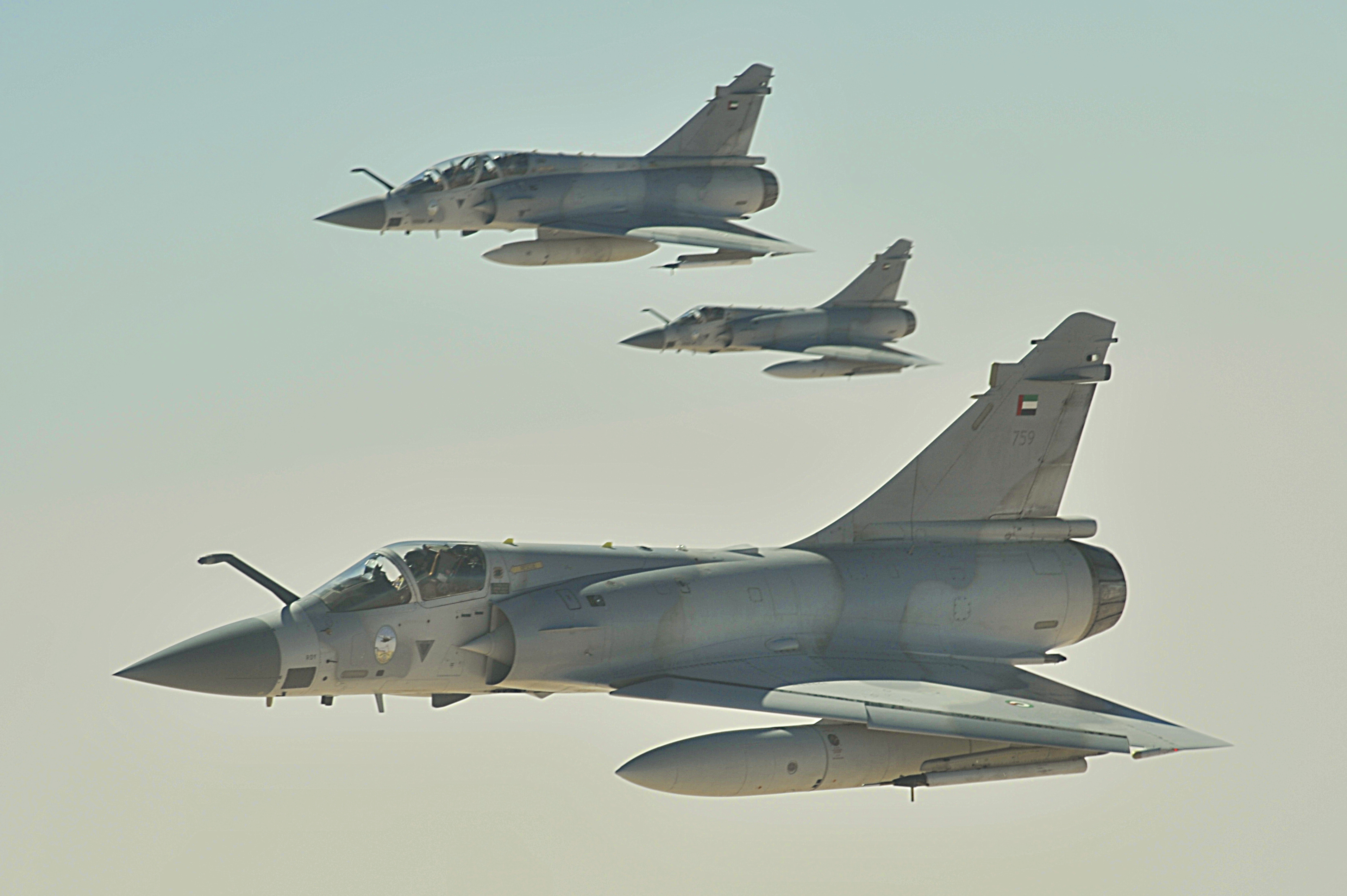
Emiratische Mirage 2000's boven Afghanistan in 2008.

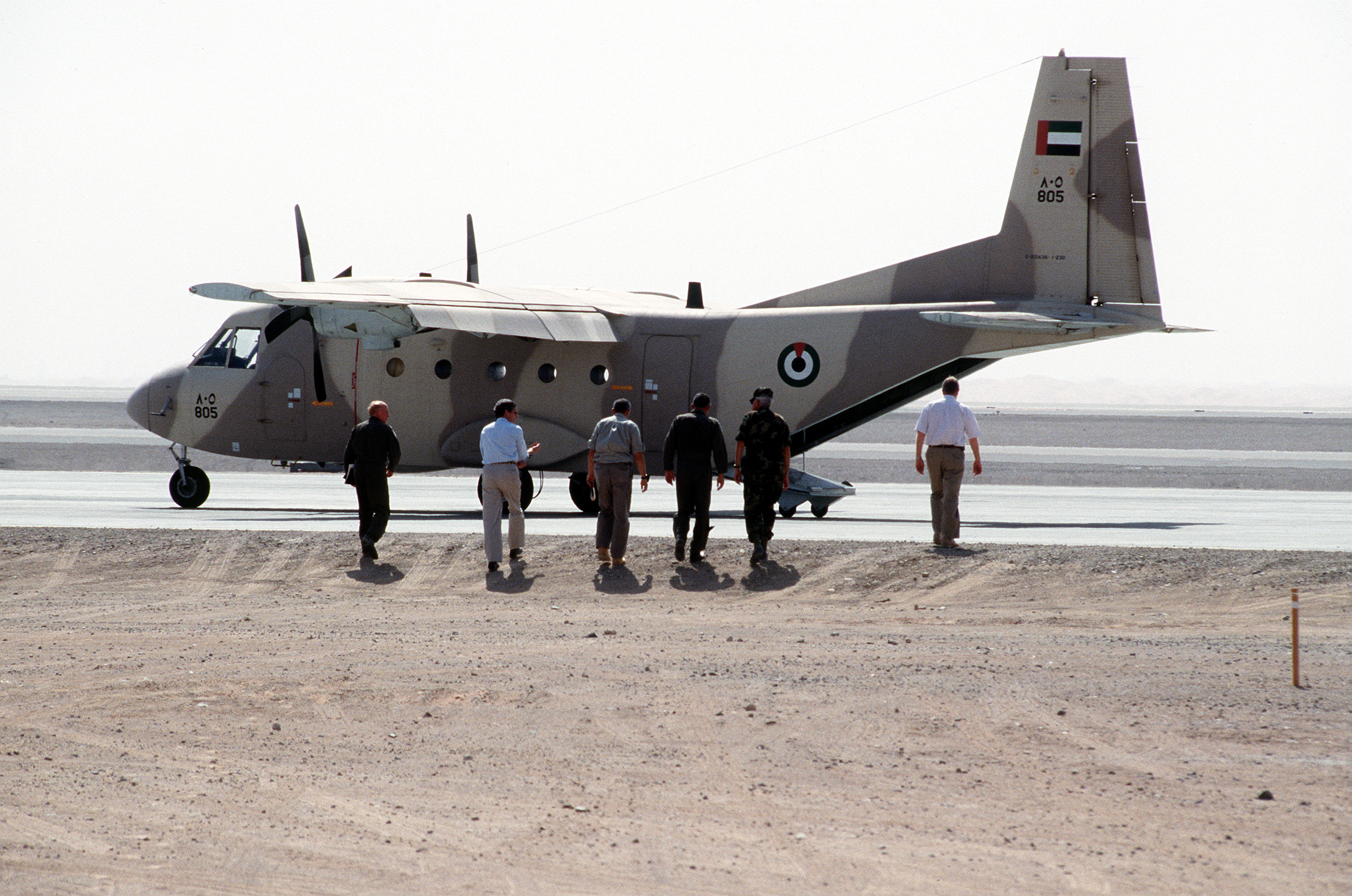
Een CASA C212 van de Emiratische luchtmacht ten tijde van Golfoorlog van 1990-1991.

In de jaren 1970 en 1980 vormde de Franse Mirage III de ruggengraat van de VAE's luchtmacht. De VAE wilden hetzelfde hoge niveau van de NAVO-landen bereiken en schaften onder meer BAe Hawk-opleidingsstraaljagers, Mirage 2000-gevechtsvliegtuigen, Apache-gevechtshelikopters, C-130-grote transportvliegtuigen en CN-235-middelgrote transportvliegtuigen aan voor de luchtmacht. Piloten worden opgeleid op de luchtmachtbasis van Al Ain, door veelal Pakistaanse instructeurs.
In de jaren 2000 werden nieuwe Mirage 2000-9's gekocht en werden de oudere gemoderniseerd tot de 2000-9-standaard. De verouderde Mirage III's werden vervangen door nieuwe F-16's. De kostprijs van beide investeringen was zo'n 10 miljard dollar. Een aantal piloten werd naar Arizona gestuurd om met de F-16 te leren vliegen bij de Amerikaanse luchtmacht. Daarna waren de meeste F-16-instructeurs op de luchtmachtbasis van Al Dhafra, waar de F-16's gestationeerd zijn, Amerikanen. Begin jaren 2010 kochten de VAE zes C-17's voor zwaar transportwerk.
Naast vliegtuigen kochten de VAE ook een pakket raketten in de Verenigde Staten: HARM-antiradarraketten, Maverick- en Hellfire II-lucht-grondraketten, AMRAAM- en Sidewinder-lucht-luchtraketten en Harpoon-antischeepsraketten.
Omdat het gros van de gevechtsvliegtuigen op één luchtmachtbasis, Al Dhafra, staan, werd besloten diep in de woestijn een nieuwe basis te bouwen. Deze basis, nabij Liwa, kostte één miljard Amerikaanse dollar en werd op 5 januari 2011 geopend.

## Luchtmachtbases

### Westelijk luchtcommando
Het Westelijk luchtcommando heeft haar hoofdkwartier in Abu Dhabi en heeft het bevel over volgende bases:
Al Dhafra nabij Abu DhabiGevechtsvliegtuigen (Mirage 2000 en F-16). Ook de helikopters van het leger, waaronder de Apaches, zijn hier gestationeerd.
Al Bateen nabij Abu DhabiTransportvliegtuigen (C-130 en CN-235). De Emiratische marine opereert hier Super Puma en Panther-helikopters.
LiwaGevechtsvliegtuigen.

### Centraal luchtcommando
Het hoofdkwartier van het centraal luchtcommando is gelegen in Dubai en voert het bevel over:
Al Ain/Kalief bin Zayed luchtcollege bij Al AinLichte opleidingsvliegtuigen, opleidingsstraaljagers en SAR-helikopters.
Al Minhad nabij DubaiOpleidingsstraaljagers en SAR-helikopters.
Al SafranGevechtsvliegtuigen (Mirage 2000).
Internationale luchthaven van Dubai (DXB)Transportvliegtuigen (o.m. C-130).

## Inventaris

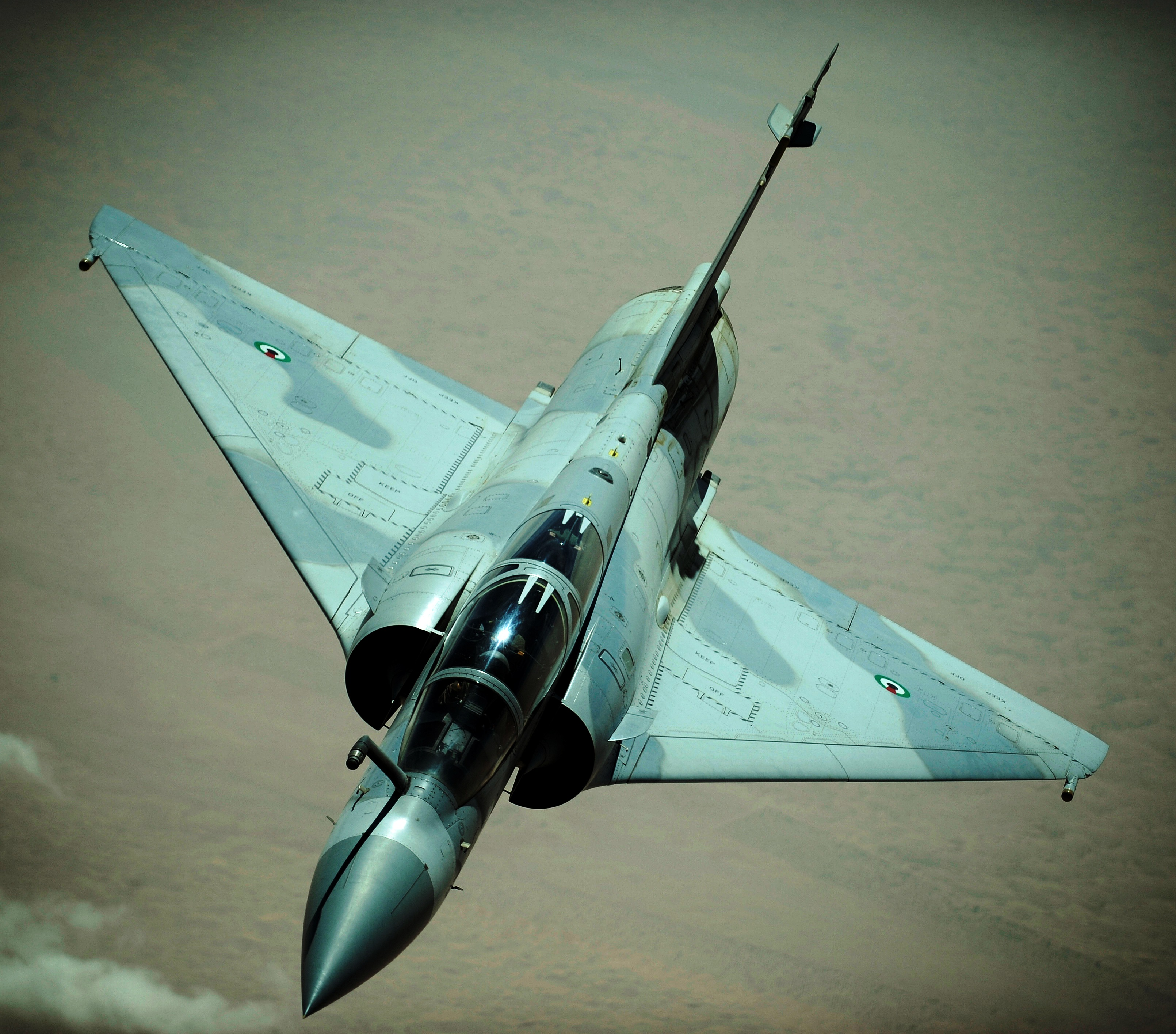
Een Emiratische Mirage 2000 op een multinationale trainingsmissie in Zuidwest Azië in 2009.

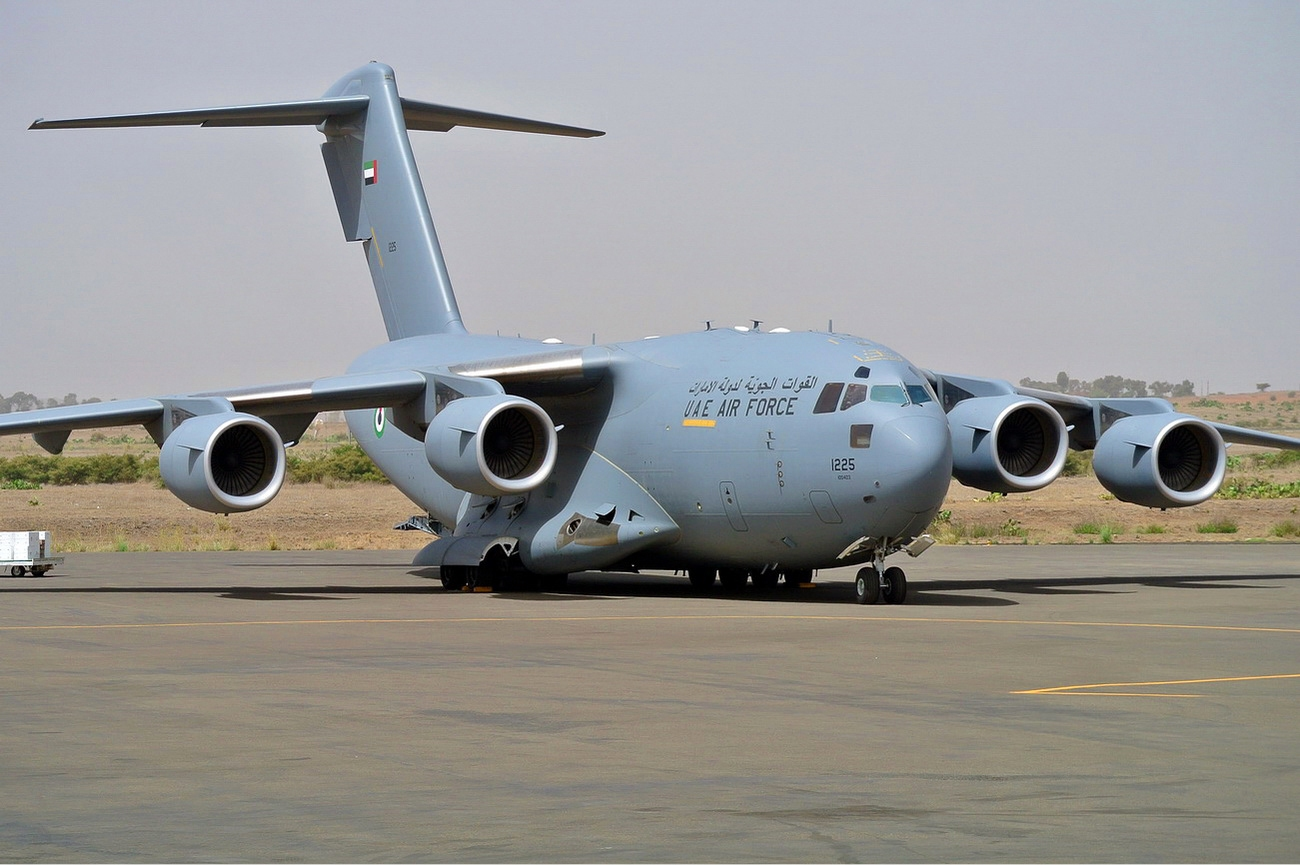
Een Emiratische Boeing C-17A in 2012.

### Vliegtuigen

#### Gevecht
- 68 ×  Dassault Mirage 2000-9 EAD, RAD, DAD en D: in 1998 werden 30 nieuwe toestellen gekocht en 33 oudere Mirage 2000's gemoderniseerd door Dassault Aviation.
- 79 ×  Lockheed F-16 Fighting Falcon block 60 E en F: één F-16E is in 2006 verongelukt, een ander raakte beschadigd bij een crashlanding in Italië tijdens de NAVO-bombardementen in Libië in 2011.[5]

#### Transport
- (3) ×  Airbus A330 MRTT (besteld): tank- en transportvliegtuig.
- 7 ×  Airtech C-235: middellicht transport.
- 6 ×  Boeing C-17 Globemaster III: zwaar transport; geleverd in 2011-2012.
- 7 ×  Cessna 208B: licht transport.
- 7 ×  De Havilland Canada DHC-6 Twin Otter: gekocht van Air Canada voor het commando speciale operaties van het leger.
- 7 ×  Lockheed C-130 Hercules H, H-30 en L-100-30: middelzwaar transport; één C-130H is in 2008 neergestort.
- 2 ×  Piaggio P.180 Avanti: VIP- en medisch transport; besteld in 2009.

#### Opleiding
- 10 ×  Air Tractor AT-802U: eind jaren 2000 gekocht; ook voor counter-insurgency.
- 10 ×  Aermacchi MB 339NAT: voor voortgezette opleiding en acrobatiek; worden vervangen door de M-346.
- 46 ×  BAe Hawk Mk 61, 63 en 102: voortgezette opleiding; worden vervangen door de M-346.
- 12 ×  Grob G 115TA Acro.
- 30 ×  Pilatus PC-7 Turbo Trainer: gekocht begin jaren 1980.
- 25 ×  Pilatus PC-21: gekocht in 2009.

#### Andere
- 2 ×  Bombardier Dash 8 Q300: in 2009 gekocht voor zeepatrouille.
- (4) ×  Viking Air Guardian 400 (=DHC-6; besteld): voor zeepatrouille.
- (2) ×  Saab 340 AEW&C/Erieye (besteld): radarvliegtuig.

### Helikopters
- 35 ×  Aérospatiale SA 330 Puma-IAR 330: transport.
- 6 ×  Agusta-Bell AB-412HP/SP (Bell 412): transport.
- 4 ×  Bell 214B Huey Plus.
- 28 ×  Boeing AH-64D Apache: gevecht.
- 8 ×  Boeing CH-47D Chinook: transport; 12 gekocht van Libië in 2003; CH-47F-versie besteld.
- 14 ×  Eurocopter Écureuil AS 350 B3: opleiding.
- 1 ×  Eurocopter Dauphin AS 365N3: VIP-vervoer.
- 16 ×  Eurocopter Panther AS 565SB: marine.
- 12 ×  Eurocopter Fennec AS 550C3: waarneming.
- 2 ×  Eurocopter Super Puma AS 332: marine.
- 40 ×  Sikorsky UH-60L/M Black Hawk: transport en gevecht; 26 Besteld in 2007; 14 Bijbesteld in 2008.